# Kanton Lauzun
Kanton Lauzun (francouzsky Canton de Lauzun) je francouzský kanton v departementu Lot-et-Garonne v regionu Akvitánie. Tvoří ho 15 obcí.

## Obce kantonu
- Agnac
- Allemans-du-Dropt
- Armillac
- Bourgougnague
- Laperche
- Lauzun
- Lavergne
- Miramont-de-Guyenne
- Montignac-de-Lauzun
- Peyrière
- Puysserampion
- Roumagne
- Saint-Colomb-de-Lauzun
- Saint-Pardoux-Isaac
- Ségalas